# Hanna Roßner
Hanna Roßner geb. Junghanns (* 30. November 1943 in Aue (Sachsen); † 14. September 2012) war eine deutsche Mundartsprecherin und -autorin, die in erzgebirgischer Mundart schrieb und selbst vortrug.

## Leben und Werk
Die in Beierfeld aufgewachsene Roßner erlernte nach dem Besuch einer zehnklassigen Polytechnischen Oberschule den Beruf eines Industriekaufmanns.
Sie verfasste Gedichte und Schnorken in erzgebirgischer Mundart, die sie in mehreren Broschüren, den Glückauf-Zeitungen des Erzgebirgsvereins und dem Spiegelwaldboten als Amtsblatt der Gemeinden Grünhain-Beierfeld und Bernsbach veröffentlichte. Sie trug außerdem in mehrstündigen Programmen eigene Dichtungen vor und trat auch bei öffentlichen Veranstaltungen gern mit auf.
Roßner beteiligte sich mehrfach an den Erzgebirgischen Mundarttagen.
Roßner wurde am 28. September 2012 auf dem Friedhof Beierfeld beigesetzt.

## Werke (Auswahl)
- Su ka’s Laabn sei: Erlebnisse in erzgebirgischer Mundart. Heidler und Fahle, Scheibenberg, 2001, ISBN 3-933625-22-X.
- Durchs Astloch geguckt: Gedichte und Geschichten in erzgebirgischer Mundart. Rockstroh, Aue 2004. DNB 974552801[4]
- Steckt när mol de Nos miet ne : erzgebirgische Mundart - heiter und besinnlich. Rockstroh, Aue 2008. DNB 1020302690
- Handwerksmuseum Kork, ISBN 9781326685669, 2016.[5]